# 비포 선셋
《비포 선셋》(영어: Before Sunset)은 2004년 개봉된 미국의 로맨스 드라마 영화이다. 리처드 링클레이터 감독의 비포 시리즈 영화 중 두 번째 작품이다. 공간적 배경은 프랑스 파리이며, 시간적 배경은 전작인 《비포 선라이즈》내 시간에서 9년이 흐른 후이다.

## 배역
- 이선 호크 - 제시
- 줄리 델피 - 셀린

## SBS 성우진 (2008년 5월 18일)
- 김영선 - 제시(이선 호크)
- 은영선 - 셀린(줄리 델피)
- 이봉준 - 출판사 사장(베르농 도보체프) 외
- 배주영 - 기자(루이즈 므로이네 토레스)/ 아주머니 외
- 홍진욱 - 기자(로돌프 폴리) / 기사 외